# 은천운수
은천운수(殷川運輸)는 서울특별시의 마을버스 회사이고, 본사는 서울특별시 관악구 조원중앙로 45 (신림동)에 위치해 있다.

## 연혁
- 1990년대: 봉오운수(奉五運輸)라는 상호로 회사 설립
- 2008년 9월 18일: 봉오운수에서 은천운수로 사명 변경
- 2010년 10월 14일: 한빛운수와 공동배차로 운행되던 관악01번 단독 운행 개시.

## 운행 노선
- ● 관악01번: 봉천역 ↔ 숭실대입구역 (구 관악마을 2번)

## 보유 차량
전 차종이 범한자동차 E-STAR 8, 현대 일렉시티 타운, 현대 그린시티로 운행한다.